# Grad Sikes
Das Grad Sikes (Sykes), benannt nach dem britischen Erfinder Bartholomew Sikes war eine in Großbritannien bis 1980 gebräuchliche Einheit des Alkoholgehaltes. Dabei wurde das Sikes’sche Aräometer in eine alkoholhaltige Flüssigkeit getaucht, mit Gewichten beschwert und so zum Einsinken gebracht, aus der Angabe der Skala ermittelte man dann mit Hilfe einer Tabelle den Alkoholgehalt der Flüssigkeit.
1 degree Sikes = 0,6 Vol.-%